# ロヴロ・フォン・マタチッチ
ロヴロ・フォン・マタチッチ（Lovro von Matačić , 1899年2月14日 – 1985年1月4日）は、ユーゴスラビア出身の指揮者。日本で特に親しまれた指揮者の一人である。

## 生涯
クロアチア北西部の港町スシャク（当時はクロアチア・スラボニア王国（ハンガリー王国）モドルシュ・フィウメ県（Modrus-Fiume）、のちにハンガリー王国の重要な海港であるリエカ市の一部）に生まれる。
17世紀初頭に貴族に叙された家系で、軍人や役人を輩出してきた。9歳の時、ウィーン少年合唱団に入団、その後、ウィーン音楽アカデミーとウィーン市立音楽院で学ぶ。1918年、ケルン歌劇場の副指揮者を皮切りに1933年にはザグレブ歌劇場の第1指揮者、1938年にはベオグラード歌劇場の音楽総監督を歴任し、ヨーロッパ各地のオーケストラ、歌劇場に客演した。その間の1936年には初めてベルリン・フィルハーモニー管弦楽団を指揮する。しかし、第二次世界大戦中はヨシップ・ブロズ・チトー率いるパルチザンに反抗し、クロアチア独立国軍の軍楽隊のインスペクターを務めるなど、ナチの傀儡政権であったクロアチア独立国のファシズム政党ウスタシャによる独裁政権に親和的な態度を取り、大戦後もチトーに反対し続ける態度を取ったため、投獄され死刑を宣告される。その死刑当日に収容所所長にピアノを弾くことを命令され、それを聴いた所長が「芸術家を死刑にするのは忍びない」と処刑だけは免れた（ちなみに、マタチッチ夫人はこの所長の愛娘であるが、他に3人いたと言われている）。助命嘆願には後のユーゴスラヴィア大統領モシャ・ピヤーデも関わっていた。ただ、ウスタシャ支持者のレッテルは剥がし難く、しばらく活動停止を余儀なくされた。1954年ごろから活動を再開、1956年にドレスデン国立歌劇場、1961年にはフランクフルト市立歌劇場音楽総監督に就任した。1959年にはバイロイト音楽祭で「ローエングリン」を振る。また、チェコ・フィルハーモニー管弦楽団との結びつきや後述する日本との縁も深くなる。1970年には故郷ザグレブ・フィルハーモニー管弦楽団の首席指揮者（1982年まで。後に終身名誉指揮者）、1974年から5年間はモンテカルロ歌劇場音楽総監督に就任。この頃から体調を崩し始め、また巨躯がたたって歩行困難となる。1984年にNHK交響楽団とプラハの春国際音楽祭に出演後実質活動を停止し、1985年1月4日にザグレブで亡くなった。
その実力に比して、録音の数は決して多いとは言えないが、近年はALTUSレーベルから、NHK交響楽団を指揮した演奏会のライヴ録音が継続的にリリースされている。意外なところではレハールの「メリー・ウィドウ」の名録音を残しており（バルカン半島の架空の小国の駐仏公使館を舞台にした作品なので、無縁とはいえない）今に至るも代表盤の一つに数えられている。

## 日本における活動

### 第1回（1965年）
NHK放送開始40周年記念事業として、それまで4度招聘していた「イタリア歌劇団」と同様に、指揮者・歌手を招聘し、日本側で合唱団や各種スタッフ、さらにオーケストラをN響が受け持つ「スラブ歌劇団」の指揮者陣の一人としてミラン・ホルヴァート（1919年 - 2014年）、オスカー・ダノン（1912年 - 2009年）とともに初の訪日（その前に、読売日本交響楽団が招聘に動いたこともある）。マタチッチはムソルグスキーの「ボリス・ゴドゥノフ」と慈善演奏会の数曲を指揮した。その初練習の際、数小節指揮したところで「なんていい音を出すんだろう！」とN響を絶賛。以後、N響と強い絆で結ばれることとなる。

### 第2回（1966年-1967年1月）
2度目の訪日をした1967年1月1日、NHK交響楽団からヨゼフ・カイルベルト、ヴォルフガング・サヴァリッシュとともに「名誉指揮者」の称号を贈られた。この訪日では66年末の「第九 」やワーグナーアーベント（第479回定期）などを指揮した。

### 第3回（1967年11月-12月）
N響創立40周年記念のトリを飾る形でブルックナーの第5他（第493回定期）、モンテヴェルディの「聖母マリアの夕べの祈り」の日本初演（第494回定期）、大バッハの「クリスマス・オラトリオ」（第495回定期）、ヘンデルの「メサイア」（特別演奏会）、恒例の「第九」などと大曲を続けさまに指揮した。この中には、新潟県民会館のこけら落とし公演も含まれる（詳しくは新潟県民会館の項を参照のこと）。

### 第4回（1968年9月）
訪日直前にプラハの春事件（1968年8月20日）が起こり、チェコ・フィルハーモニー管弦楽団と関係が深かったマタチッチはこの事件への強い抗議の意思を示すべく、当初予定されていた演目を変更してスメタナの「わが祖国」全曲がプログラムに取り入れられた（第508回定期）。

### 第5回（1969年4月-5月）
ベートーヴェン、ブルックナー、ストラヴィンスキー、ハイドンの大曲を指揮したほか、フリードリヒ・グルダとも共演している（第525回定期）。

### 第6回（1971年9月 第6次イタリア歌劇団）
プッチーニの「トゥーランドット」とヴェルディの「リゴレット」（ルチアーノ・パヴァロッティがマントヴァ公爵の役で出演）を指揮したが、「リゴレット」を指揮するのは実はこれが初めてであり、何か釈然としないものを感じたか「家族の病気」を理由に、最終公演を待たず逃げるように帰国した（両演目とも、残り各2公演ずつ指揮するはずだったが、同行のオリヴィエーロ・デ・ファブリティースが代わって指揮）。

### 第7回（1973年12月）
恒例の「第九」公演の他に中村紘子との共演や、ストラヴィンスキー「火の鳥」、ヤナーチェク「シンフォニエッタ」などで指揮をみせた。

### 第8回（1975年11月-12月）
ブルックナーの第8、「シンフォニエッタ」の再演、ワーグナー・アーベント、「第九」などを指揮した。この後、病気の影響などもあり、1984年まで訪日が途絶えた。

### 第9回（1984年3月）
最後の訪日。ブルックナーの第8（第925回定期）、自作の「対決の交響曲」とベートーヴェンの交響曲第2番（第926回定期）、ブラームスの交響曲第1番とベートーヴェンの交響曲第7番（第927回定期）を指揮した。指揮台は歩行困難のマタチッチに気遣って低くされ、リハーサル・公演を重ねるごとに疲れがたまったためか、最後の927回定期ではコンサートマスター徳永二男の助けを借りながらの登壇であった。なお、このシーズンでは1983年12月にギュンター・ヴァントが同じくブルックナーの第8を振っている。ちなみに、ヴァントがハース版を使い、マタチッチがノヴァーク版を使った。

## 脚註
1. ↑  クロアチア語発音
2. ↑  「N響アワー」2001年4月放送分による

| 先代 ゲオルク・ショルティ   | フランクフルト市立歌劇場音楽監督 1961年 - 1966年                | 次代 クリストフ・フォン・ドホナーニ |
| 先代 イーゴリ・マルケヴィチ | モンテカルロ・フィルハーモニー管弦楽団 音楽監督 1972年 - 1979年 | 次代 ローレンス・フォスター         |